# Soso Rungqu
Sonwabise 'Soso' Rungqu es una actriz y cantante sudafricana, conocida por su papel en la serie Isidingo.

## Biografía
Rungqu nació el 24 de mayo de 1983 en Amalinda, East London, Sudáfrica. Se graduó con un título en Performance Art en Teatro Musical en la Universidad Tecnológica de Tshwane, Pretoria. Cuidó de su padre enfermo hasta que murió en 2015.

## Carrera profesional
En 2007, debutó en teatro en la obra The Frog Prince and other stories representada en el Civic Theatre (actualmente conocido como Johannesburg Theatre). Luego trabajó con el departamento de Artes y Cultura durante unos años. Debutó en televisión para el canal Mindset Network Health.
En sus inicios realizó cameos en varias series de televisión populares como Mzansi Love, Scandal!, Rhythm City, Sokhulu & Partners y 7de Laan. En 2014, apareció en los cortometrajes Awakening y luego en la película Beneath the Art en 2015. En el mismo año, prestó su voz para un papel en el drama de radio uHambolwethu transmitido por TruFM.
En 2016, ganó popularidad con el papel de 'Kau Morongwa' en la telenovela Isidingo.

## Series de televisión
- 7de Laan como Lerato
- Igazi como Queen Ngxabani
- Isidingo como Morongwa Kau
- It's OK We're Family como Soso Rungqu
- Mzansi Love como Zandile
- Rhythm City como adicta
- Scandal! como Kagiso
- Sokhulu & Partners como Deirdre Hosa
- Tjovitjo como Kopano
- Zaziwa como ella misma
- Generations: The Legacy como Detective Zanele